# Nové Město (Třebíč)
Nové Město je část města Třebíče. Mimo zástavbu bytových domů a rodinných domů se na jeho území nachází též několik obchodních a výrobních provozoven. Větší část území této části města stále není zastavěna: zůstávají tu pole i lesy. Na severovýchodě území má Moravský rybářský svaz na potoce Lubí stejnojmennou vodní nádrž. Mimo to na východě vzniklo několik menších zahrádkářských kolonií. Ze zařízení občanské vybavenosti lze uvést též tenisové kurty a hřiště, základní a mateřskou školu. V části obce žije přibližně 1 600 obyvatel.

## Umístění
Jižní hranicí Nového Města je řeka Jihlava a za ní Jejkov. Na západě území Nového Města sousedí s Novými Dvory a Týnem, na severu s Pocoucovem, na východě s Ptáčovem a na jihovýchodě též s Kožichovicemi.

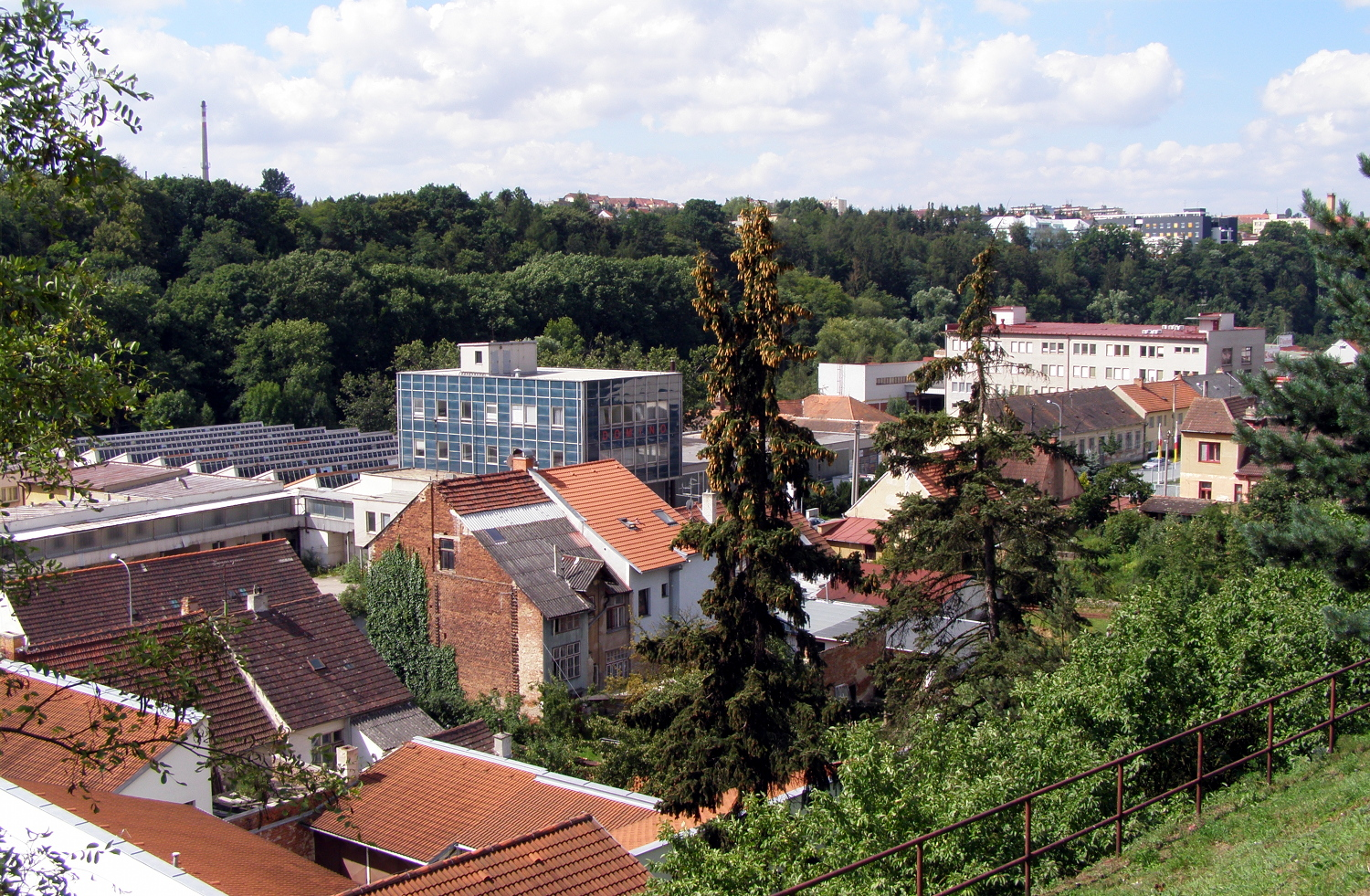
Ulice Brněnská

Ve vztahu k Novým Dvorům běží hranice Nového Města souběžně s ulicí Křížovou do ulice Branky, odtud pokračuje na sever k cihlovým družstevním obytným domům v Modřínové ulici. Tam dosahuje až téměř k základní škole v Benešově ulici, když pro Nové Město zabírá západní část bývalého slavnostního prostranství, dnes zastavěného malým střediskem služeb; v jeho místě stávala socha novodvorského rodáka Bohumíra Šmerala. Tam se hranice stáčejí zpět k jihu a běží kolem bývalé továrny v ostré zatáčce Velkomeziříčské ulice k jihozápadu tak, aby obešla panelové domy v Novodvorské ulici a na jih od nich podél ulice Brněnské pokračují k východu. Blok domů kolem Cihlářské ulice obcházejí hranice severním směrem k panelovému domu v Novodvorské ulici a nad údolím Rafaelovy ulice kopírují východní stranu panelového sídliště, z východní a severní strany dál obcházejí novodvorský areál pekárny a výtopny až k silnici na Velké Meziříčí. Po asi 400 metrech po silnici se hranice stáčejí k východu a směřují k vodní nádrži Lubí, jejíž celou plochu zahrnují k Novému Městu. Potok Lubí pak vytváří přirozené hranice Nového Města na východě, a to až k řece Jihlavě.

## Historie

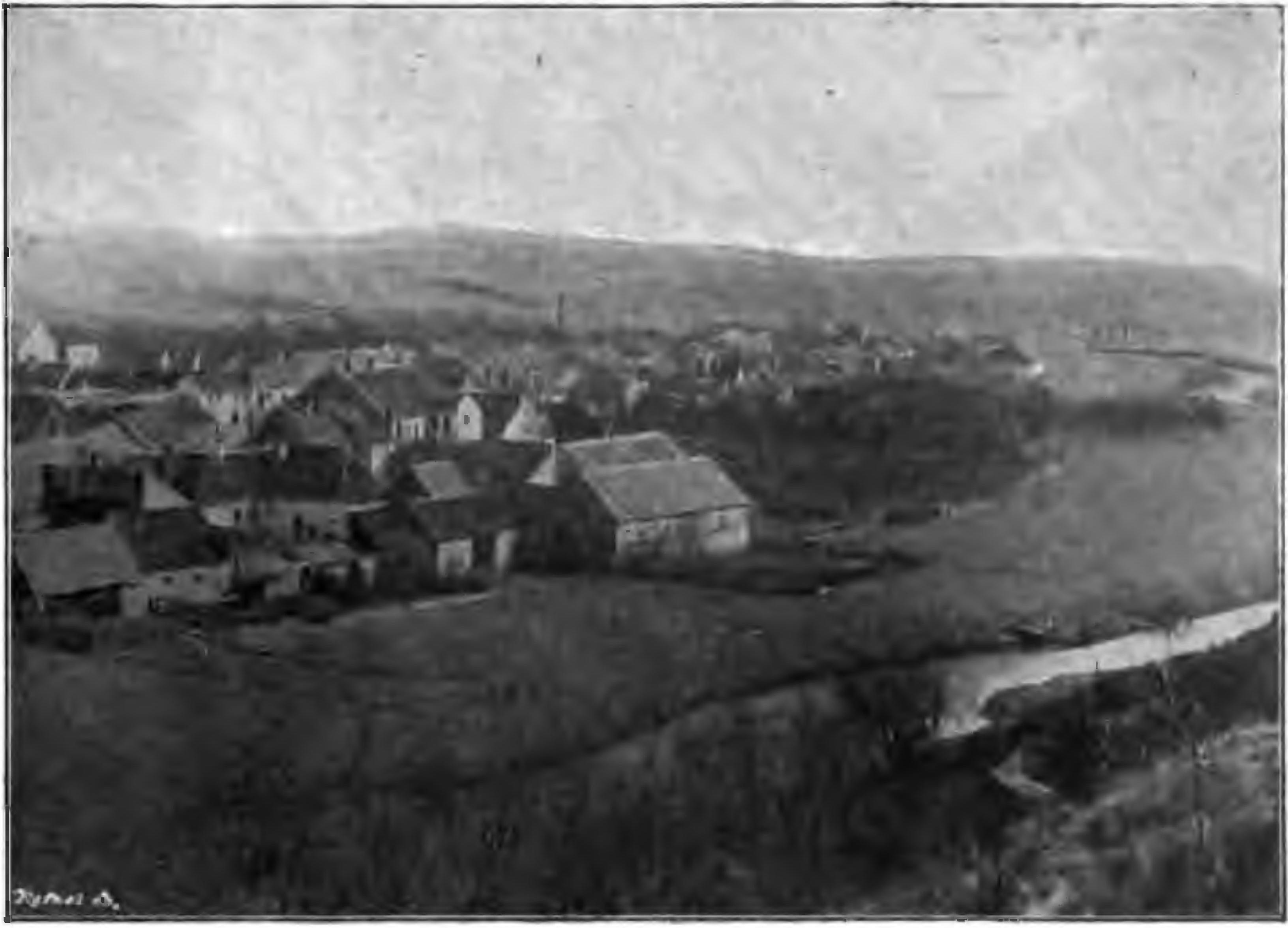
Nové Město na začátku 20. století.

Vnitřní Město vzniklo snad až po obnově města v závěru 15. století. Jako část města se uvádí v polovině 16. století. Jeho páteří byla dnešní ulice Brněnská, na západě začínající u branky uzavírající vjezd na Nové Dvory. Na východě zástavba zabíhala k severu v údolí, v jehož severní části bývalo městské popraviště. Prostor tohoto údolí kdysi sloužil pěstování vinné révy a chmele. Terénní úpravy teras zde udržovali i pozdější vlastníci a dochovaly se až do sklonku 80. let 20. století. To došlo k prakticky celkové asanaci této čtvrti. Zrušena byla ulice Vinohradská, Šárecká a Na Spravedlnosti. Z posledně jmenované ulice zůstal jen jediný dům. Označení Rafaelova se přeneslo na novou silnici – přeložku silnice č. II/360; ta byla otevřena v roce 2002.

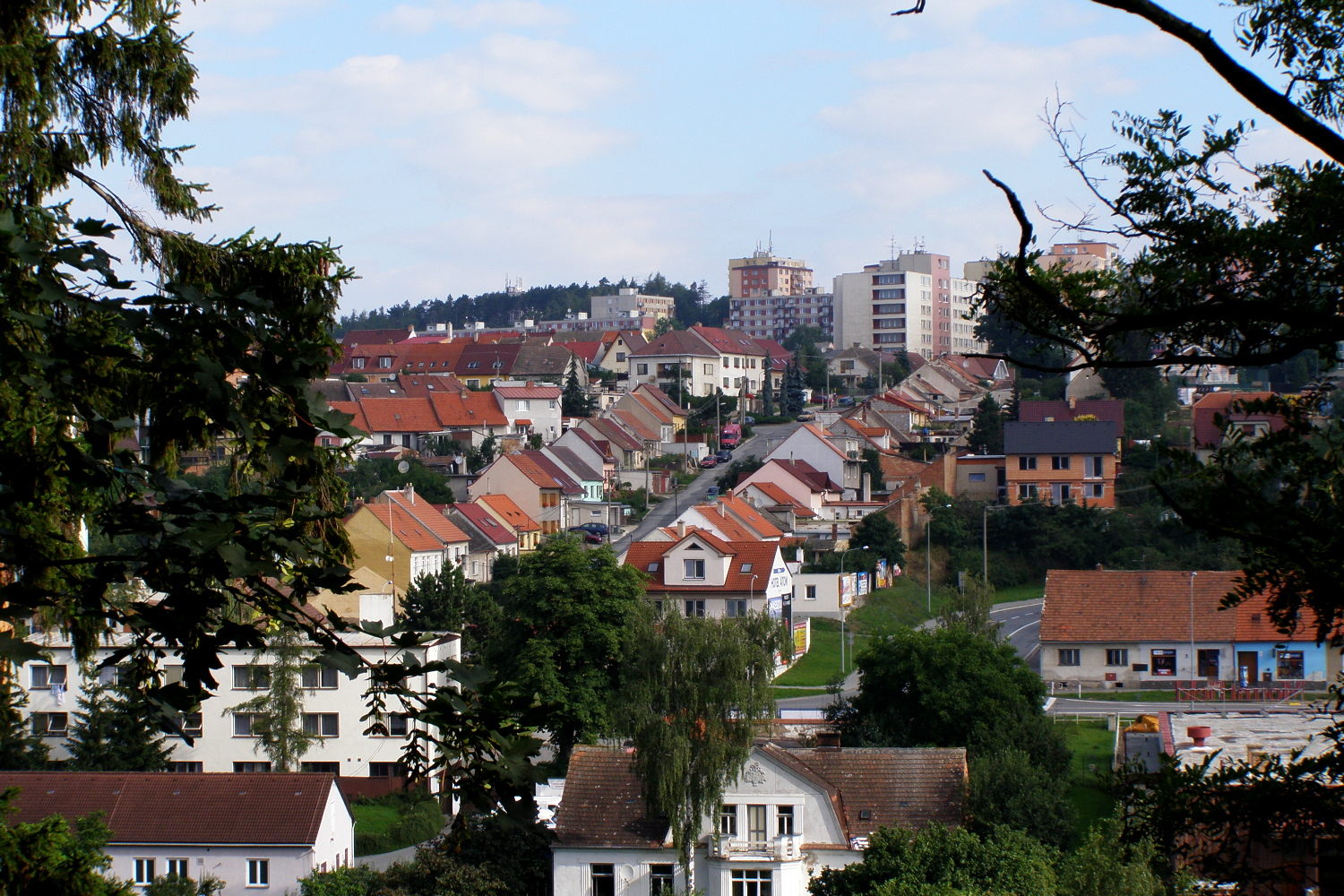
Ulice Branka

Významnou novoměstskou osobností býval Jan Rafael Chroustenský z Chroustenic a Malovar. Ten roku 1614 koupil ve městě Třebíči v Hasskově ulici dům č. 102. Na Novém Městě vlastnil zmíněné chmelnice a vinice. Po bitvě na Bílé hoře odešel do emigrace. Své vinice a chmelnice daroval městu. Jeho manželkou byla Šárka, po níž nesla jméno krátká ulice Šárecká.
Nové Město mívalo venkovský charakter. Historicky zde žily rodiny řemeslníků hospodařících v menším rozsahu i zemědělsky. Urbář roku 1654 uvádí na Novém Městě 41 domů. Pospolitý sousedský život na Novém Městě spolu s Novými Dvory přetrvával ještě po druhé světové válce. Stará domovní zástavba Nového Města byla těžce zasažena realizací obytného souboru Brněnská, od sklonku 80. let 20. století postupně budovaného na blízkých Nových Dvorech a přes údolí Rafaelovy ulice v pozdějším sídlišti Na Kopcích. Obytný charakter dosavadní páteře Nového Města se vychýlil ve prospěch služeb (městské jatky z roku 1896, servisní služby motoristům), obchodu (obchodní dům Kaufland z roku 1998, prodej automobilů) a lehkého průmyslu (Rukavičkářské závody, posléze Domino; Oděva, posléze Altreva). Plnění obytných funkcí Nového Města se přesunulo do nové čtvrti Na Kopcích.
V roce 2018 započala stavba propojky mezi ulicí Na Kopcích a Rafaelovou ulicí, kdy na této spojce vznikne 33 nových rodinných domů.
Na Modřínové ulici by po roce 2020 měly vyrůst sociální a startovací byty. V prosinci roku 2021 bylo oznámeno, že v roce 2022 začne město stavět v lokalitě Na Kopcích bytový dům, stavba byla zahájena v dubnu roku 2022. Celkem bude v domě 25 bytů, z toho 14 sociálních a 11 startovacích. Další dva bytové domy by měly být postaveny developerem, do roku 2026 by mělo být postaveno přibližně 200 bytů v šesti bytových domech, součástí stavby je i veškerá obslužnost. Tyto domy by měly být postaveny na ploše nad svahem vedle točny městské hromadné dopravy. Jeden z pozemků si ponechá město a plánuje na něm vystavět vlastní infrastrukturu, jako je například domov důchodců či domov zvláštního určení. V prostoru ulice Kremláčkova město vybuduje park. V roce 2023 bylo oznámeno, že park by měl být připraven již letos. V prosinci roku 2024 byla dokončena stavba domu s jedenácti startovními a čtrnácti sociálními byty. V dubnu roku 2025 bylo oznámeno, že budou postaveny další dva bytové domy, ty by měly být dokončeny v roce 2026.

## Obyvatelstvo
Počet obyvatel Nového Města dosáhl roku 2001 počtu 1056, počet trvale obydlených domů pak činil 161.
| Rok            | 1869 | 1880 | 1890 | 1900 | 1910 | 1921 | 1930 | 1950 | 1961 | 1970 | 1980 | 1991 | 2001 |
| -------------- | ---- | ---- | ---- | ---- | ---- | ---- | ---- | ---- | ---- | ---- | ---- | ---- | ---- |
| Počet obyvatel | 805  | 990  | 1302 | 1510 | 1556 | 1497 | 1232 | .    | .    | .    | .    | 510  | 1056 |

## Školství
Pro potřeby dětí z Nových Dvorů a Nového Města byla roku 1887 otevřena novodvorská škola. Mateřskou školu měly obě části města již od roku 1885.
| Škola Na Kopcích | Základní škola a mateřská škola Na Kopcích – zbudována jako škola obytného souboru Brněnská. Vzdělání začala poskytovat školním rokem 1996/1997, od školního roku 2008/2009 přidala občanům Nového Města též službu mateřské školy. |

## Pamětihodnosti

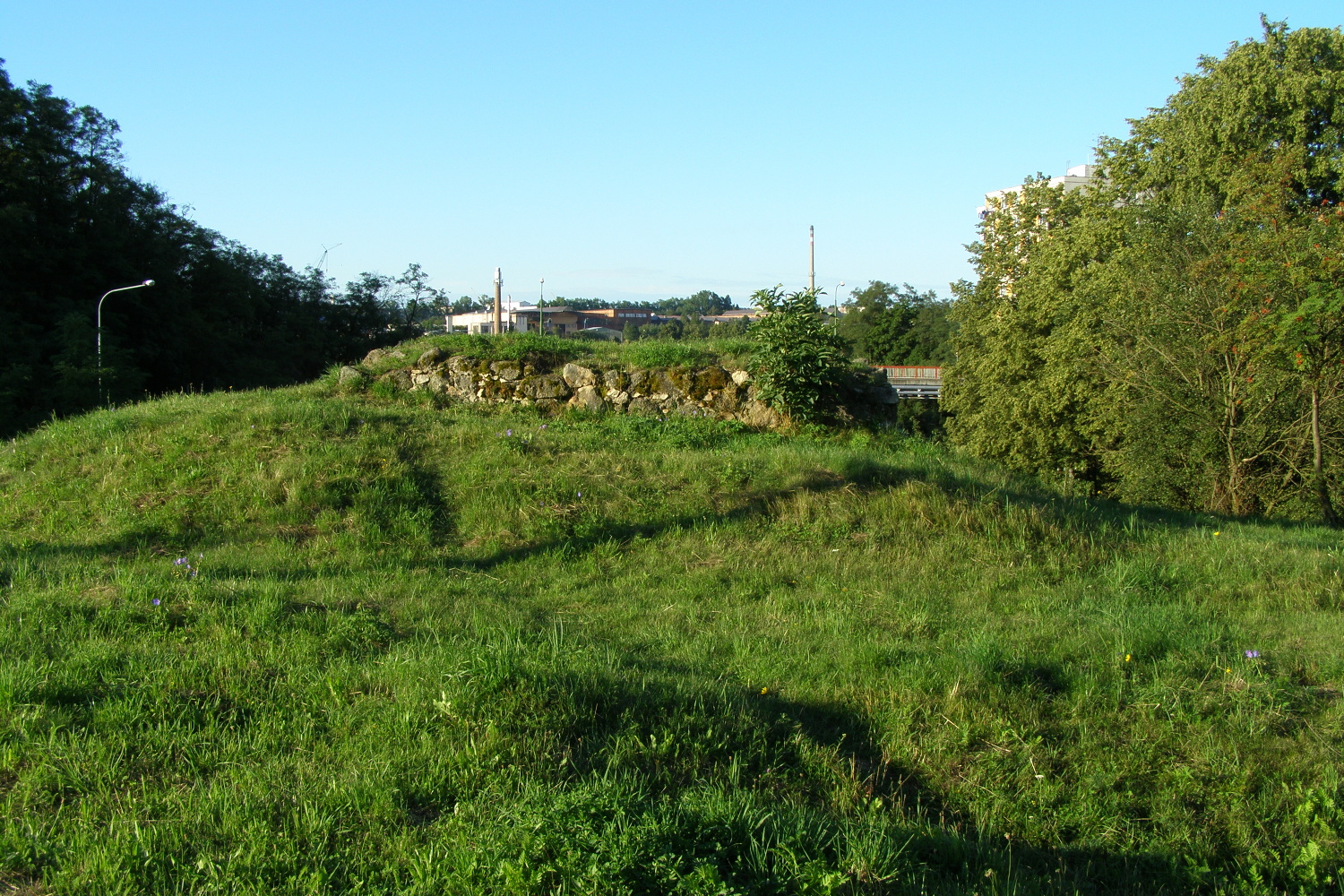
Někdejší popraviště v ulici Na Spravedlnosti

V ulici Na Spravedlnosti se dříve nacházelo popraviště. Svůj význam pozbylo po roce 1755, v němž město pozbylo hrdelní právo. Objeveno a prozkoumáno bylo ve 30. letech 20. století a chráněno jako kulturní památka.
Na Brněnské ulici stojí litinový kříž z poloviny 19. století, který byl okolo roku 1995 přemístěn. Má statut kulturní památky.
V bývalém Bochníčkově mlýně byla před rokem 1600 zřízena papírna. Ta skončila během velké povodně v roce 1773. Průmyslový provoz zde nahradila hostinská činnost. Hospoda sloužila i jako lidová tančírna a prostor dělnických schůzí. Roku 1907 zde byla založena Dělnická tělocvičná jednota. Budova byla zbourána roku 1985 a na jejím místě vyrostla prodejna automobilů.
Na místě bývalého zájezdního hostince U Anděla byly v roce 1895 postaveny nové městské jatky, velmi brzy rozšířené, aby nahradily ty nevyhovující stojící do té doby na Jejkově. Neporáželi se zde koně. Pro ty byly zbudovány primitivní jatky u kožichovického žlebu naproti železničnímu mostu.
Novoměstský most překlenující údolí Rafaelovy ulice a prodlužující ulici Modřínovou do sídliště Na Kopcích byl zbudován v letech 1988–1989.
V letech 1989–1990 probíhaly práce na odklonění řeky Jihlavy více na jih; celková délka přeložky činila 560 m.
Vodní nádrž Lubí byla postavena v roce 1962 na stejnojmenném potoce a v letech 1963–1967 byla pro Třebíč jedním ze zdrojů vody. Je využívána také pro rekreaci.

## Mapy

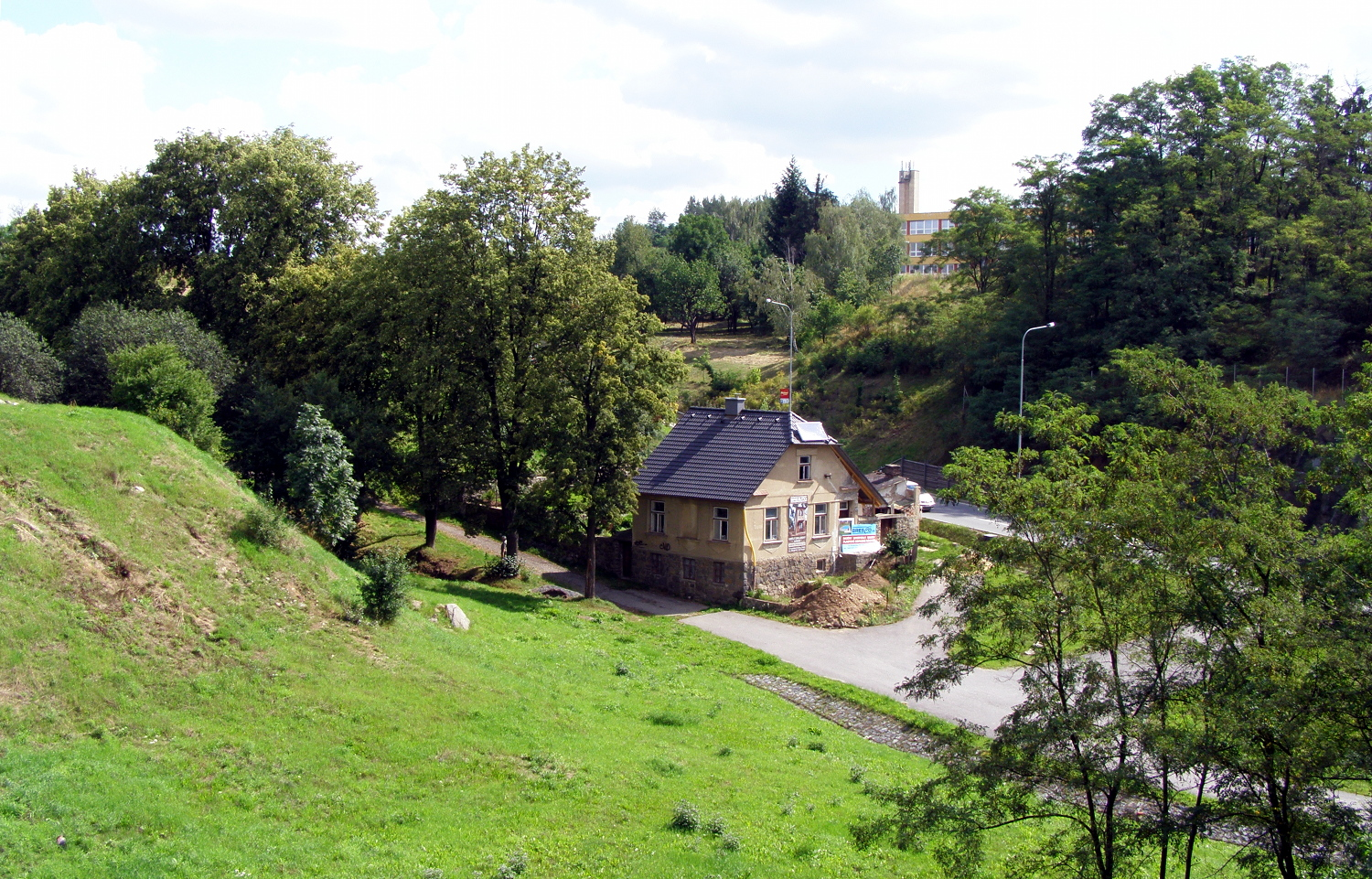
Zbylý dům ulice Na Spravedlnosti

| Přehledná mapka Nového Města | A | Rafaelova ulice roku 1985 | Rafaelova ulice roku 2008 |
| Přehledná mapka Nového Města | A | Rafaelova ulice r. 1985   | Rafaelova ulice r. 2008   |
| Přehledná mapka Nového Města | Legenda: 1. ulice Branka, 2. křižovatka Brněnská-Rafaelova-Šárovská, 3. sídliště Na Kopcích, 4. Lubí |                           |                           |
| Fotografie GeoCommons        | |                           |                           |